# Бандско море
Бандско море је део Тихог океана у Индонезији, дуго је око 1.000 km у правцу исток-запад и широко око 500 km у правцу север-југ. Бандско море се граничи са острвом Сулавеси на западу, Молучким острвима на северу, на истоку Кај острвима и Танимбар острвима а на југу архипелагом Југозападна острва.

## Тектоника мора
Један број острва у Бандском мору су активни вулкани, укључујући Гунунг Апи и Манук. Испод површине овог мора налазе се следеће плоче: Евроазијска, Пацифичка и Индоаустралијска плоча. Један од највећих потреса био је 1938. године, а најскорији догодио се 2006. године. Бандски острвски лук настао је услед судара плоча, а само море налази се на Бандској тектонској плочи.

## Острва
Банда, Танимбар, Каи и друга мања острва у Бандском мору су као Бандска острва са влажним листопадним шумама. Овај биогеографски простор познат је по мешању биљних и животињских врста из азијског и аустралоазијског региона. Острва су прекривена углавном нетакнутим кишним шумама. Постоји само двадесет два сисара на овим острвима, од којих се истичу мрачни валаби, гробнички слепи миш и мишолики шишмиш.